# Соломко, Григорий Яковлевич
Григорий Яковлевич Соломко — советский хозяйственный, государственный и политический деятель.

## Биография
Родился в 1908 году в Луганске. Член КПСС.
С 1929 года — на хозяйственной, общественной и политической работе. В 1929—1976 гг. — мастер, слесарь, инженер, начальник цеха, директор Подольского электрометаллургического завода, директор завода № 17/Барнаульского патронного завода, директор Барнаульского машиностроительного завода, директор Фрунзенского машиностроительного завода, заведующий отделом промышленности ЦК Компартии Киргизии, министр лёгкой и пищевой промышленности Киргизской ССР.
За разработку нового технологического процесса в производстве боеприпасов, дающего большую экономию цветных металлов был в составе коллектива удостоен Сталинской премии 3-й степени 1943 года.
Делегат XXII съезда КПСС.
Умер в 1993 году.